# Chris Guiliano
Chris Guiliano, född 25 juni 2003, är en amerikansk simmare.

## Karriär
Vid de amerikanska OS-uttagningarna, i juni 2024, inför OS 2024 vann han 100 meter frisim och kom tvåa på 200 meter frisim kvalificerade sig därmed till olympiska sommarspelen 2024 på de distanserna.